# Велики пожар у Чикагу
Велики чикашки пожар био је пожар који је горео у америчком граду Чикагу, у Илиноису, од 8. до 10. октобра 1871. године. У пожару је погинуло око 300 људи, уништено је отприлике 3,3 sq mi (9 km2) града, укључујући преко 17.000 грађевина, а више од 100.000 становника остало је без крова над главом. Пожар је почео у насељу југозападно од центра града. Дуг период врућих, сувих и ветровитих услова, као и претежно дрвена конструкција у граду, довели су до брзог ширења пожара. Ватра је прескочила јужни крак реке Чикаго и уништила већи део централног Чикага, а затим је прешла главни ток реке, захвативши и северни део града (Near North Side).
Помоћ је у град стизала са свих страна након пожара. Градска власт је побољшала грађевинске прописе како би зауставила брзо ширење будућих пожара и брзо је обновила град по тим вишим стандардима. Донација из Уједињеног Краљевства подстакла је оснивање Јавне библиотеке у Чикагу.

## Узрок
Према речима Ненси Конели, праунуке госпође О’Лири, пожар је наводно избио око 20:30 часова 8. октобра, у или око мале штале која је припадала породици О’Лири и која се налазила уз сокак иза броја 137 у улици Дековен, када је Данијел Саливан случајно оборио фењер док је тражио пиво за забаву. Шупа поред штале била је прва зграда коју је захватио пламен. Градски званичници никада нису утврдили узрок пожара, али брзо ширење ватре услед дуге суше тог лета, јаких ветрова са југозапада и брзог уништења система за пумпање воде објашњавају огромну штету на претежно дрвеним градским структурама. Током година било је много спекулација о једном узроку пожара. Најпопуларнија прича криви краву госпође Кетрин О’Лири, која је наводно преврнула фењер; други наводе да је група мушкараца коцкала у штали и оборила фењер. Постоје и спекулације које сугеришу да је пожар био повезан са другим пожарима на Средњем западу који су се догодили истог дана.
Ширењу пожара допринела је градска употреба дрвета као преовлађујућег грађевинског материјала у стилу познатом као балонска конструкција. Више од две трећине грађевина у Чикагу у време пожара било је у потпуности од дрвета, а већина кућа и зграда имала је кровове од веома запаљивог катрана или шиндре. Сви градски тротоари и многи путеви такође су били од дрвета. Проблем је додатно погоршала чињеница да је у Чикагу пало само 1 in (25 mm) кише од 4. јула до 9. октобра, што је изазвало озбиљну сушу пре пожара, док су јаки југозападни ветрови помогли да се летећи жар пренесе према срцу града.‍:144
Године 1871, Ватрогасна служба Чикага имала је 185 ватрогасаца са само 17 парних пумпи на коњску вучу да заштити цео град.‍:146 Почетна реакција ватрогасне службе била је правовремена, али због грешке чувара, Матијаса Шафера, ватрогасци су првобитно послати на погрешно место, што је омогућило пожару да се неконтролисано шири.‍:146 Аларм послат из подручја близу пожара такође није регистрован у судници где су били ватрогасни чувари, док су ватрогасци били уморни од борбе са бројним малим пожарима и једним великим пожаром у претходној недељи. Ови фактори су се удружили и претворили мали пожар у штали у велику катастрофу.

## Ширење
Када су ватрогасци коначно стигли у улицу Дековен, пожар се већ проширио на суседне зграде и напредовао ка централном пословном дистрикту. Ватрогасци су се надали да ће јужни крак реке Чикаго и подручје које је претходно потпуно изгорело послужити као природна противпожарна баријера.‍:147 Међутим, дуж целе реке налазила су се складишта дрвене грађе, магацини и складишта угља, као и барже и бројни мостови преко реке. Како се пожар ширио, југозападни ветар се појачавао, а температура расла, што је доводило до тога да се грађевине запале од топлоте и од запаљеног отпада који је ветар носио. Око поноћи, пламени отпад је прелетео преко реке и пао на кровове и гасару на јужној страни.‍:148 Када је ватра прешла реку и брзо се кретала ка срцу града, завладала је паника. Отприлике у то време, градоначелник Розуел Б. Мејсон послао је поруке оближњим градовима тражећи помоћ. Када се судница запалила, наредио је да се зграда евакуише и да се затвореници из подрума ослободе. У 2:30 ујутру 9. октобра, купола суднице се срушила, а велико звоно је пало.‍:148 Неки сведоци су изјавили да су чули звук са удаљености од једне миље (1,6 km).‍:150
Како је све више зграда подлегало пламену, главни фактор који је допринео ширењу пожара био је метеоролошки феномен познат као ватрени вртлог. Како се врућ ваздух диже, долази у контакт са хладнијим ваздухом и почиње да се врти, стварајући ефекат сличан торнаду. Ови ватрени вртлози су вероватно оно што је подигло пламени отпад тако високо и далеко. Такав отпад је пренет преко главног тока реке Чикаго до железничког вагона који је превозио керозин.‍:152 Пожар је други пут прескочио реку и сада је беснео широм северне стране града.
Упркос брзом ширењу и расту пожара, градски ватрогасци су наставили да се боре са ватром. Недуго након што је пожар прескочио реку, запаљени комад дрвета заглавио се на крову градског водовода. У року од неколико минута, унутрашњост зграде је била захваћена пламеном и зграда је уништена. Са њом су и градски водоводни цевоводи пресушили, а град је остао беспомоћан.‍:152–3 Пожар је неконтролисано горео од зграде до зграде, од блока до блока.
Касно увече 9. октобра, почела је да пада киша, али је пожар већ почео да се гаси сам од себе. Ватра се проширила на ретко насељене делове северне стране, након што је темељно прогутала густо насељене области.‍:158

## Последице
Када се пожар завршио, тињајући остаци су и даље били превише врели да би се процена штете могла завршити данима. На крају, град је утврдио да је пожар уништио подручје дуго око 4 mi (6 km) и широко у просеку 3⁄4 mi (1 km), обухватајући површину од преко 2.000 acres (809 ha).‍:159 Уништено је више од 73 mi (117 km) путева, 120 mi (190 km) тротоара, 2.000 уличних светиљки, 17.500 зграда и имовина у вредности од 222 милиона долара, што је била отприлике трећина вредности града 1871. године.

Дана 11. октобра 1871, генерал Филип Х. Шеридан је брзо притекао у помоћ граду и постављен је за главнокомандујућег прогласом градоначелника Розуела Б. Мејсона: 
„Очување доброг реда и мира у граду овим се поверава генерал-потпуковнику П. Х. Шеридану, војска САД.”
Како би се град заштитио од пљачке и насиља, уведено је ванредно стање на две недеље под командом генерала Шеридана, са мешовитим снагама редовних трупа, јединица милиције, полиције и посебно организоване цивилне групе „Први пук чикашких добровољаца”. Бивши заменик гувернера Вилијам Брос, и сувласник Tribune, касније се присећао своје реакције на долазак генерала Шеридана и његових војника: 
„Никада ме нису савладале дубље емоције радости. Хвала Богу, они који су ми најдражи и град су сигурни.”
Две недеље Шериданови људи су патролирали улицама, чували складишта помоћи и спроводили друге прописе. Дана 24. октобра, трупе су ослобођене дужности, а добровољци су распуштени.
Од приближно 324.000 становника Чикага 1871. године, 90.000 (око 28% популације) остало је без крова над главом. Пронађено је 120 тела, али би број жртава могао бити и до 300. Окружни мртвозорник је спекулисао да је тачан број немогуће утврдити, јер су се неке жртве можда утопиле или су биле спаљене, не остављајући никакве остатке. У данима и недељама након пожара, новчане донације су пристизале у Чикаго из целе земље и иностранства, заједно са донацијама хране, одеће и других добара. Ове донације су долазиле од појединаца, корпорација и градова. Њујорк је дао 450.000 долара заједно са одећом и намирницама, Сент Луис је дао 300.000 долара, а Градско веће Лондона дало је 1.000 гвинеја, као и 7.000 фунти из приватних донација. У Гриноку, у Шкотској (40.000 становника), на градском састанку је на лицу места прикупљено 518 фунти. Синсинати, Кливленд и Бафало, сви комерцијални ривали, донирали су стотине и хиљаде долара. Милвоки, заједно са другим оближњим градовима, помогао је слањем ватрогасне опреме. Храна, одећа и књиге допремљене су возом са целог континента. Градоначелник Мејсон је задужио Друштво за помоћ и подршку Чикагу да води напоре за пружање помоћи граду.‍:162
Радећи из Прве конгрегационалне цркве, градски званичници и одборници почели су да предузимају кораке за очување реда у Чикагу. Наметање превисоких цена било је кључна брига, и једном уредбом, град је одредио цену хлеба на 8 центи за векну од 12 oz (340 g). Јавне зграде су отворене као склоништа, а салони су затварани у 9 увече током недеље након пожара. Многи људи који су остали без крова над главом након инцидента никада нису успели да се врате нормалном животу јер су сви њихови лични документи и ствари изгорели у пожару.
Након пожара, А. Х. Берџес из Лондона предложио је „Енглеску донацију књига” како би се подстакло оснивање бесплатне библиотеке у Чикагу, из саосећања са Чикагом због претрпљене штете. Библиотеке у Чикагу су биле приватне са чланаринама. У априлу 1872. године, Градско веће је усвојило уредбу о оснивању бесплатне Јавне библиотеке у Чикагу, почевши са донацијом из Уједињеног Краљевства од преко 8.000 књига.
Пожар је такође покренуо питања о развоју у Сједињеним Државама. Због брзог ширења Чикага у то време, пожар је навео Американце да размишљају о индустријализацији. Са религиозног становишта, неки су говорили да би Американци требало да се врате традиционалнијем начину живота, и да је пожар изазван тиме што су људи игнорисали традиционалну моралност. С друге стране, други су веровали да је лекција коју треба научити из пожара та да градови морају да побољшају своје технике градње. Фредерик Ло Олмстед је приметио да су лоше грађевинске праксе у Чикагу биле проблем:
Чикаго је имао слабост према „великим стварима” и волео је да мисли да надмашује Њујорк у градњи. Много се комерцијално рекламирао на крововима својих зграда. Грешке у конструкцији, као и у уметности, у његовим великим, упадљивим зградама морале су бити бројне. Њихови зидови су били танки и преоптерећени грубим и неукусним украсима.
Олмстед је такође веровао да би са зидовима од цигле и дисциплинованим ватрогасцима и полицијом, број смртних случајева и штета били знатно мањи.
Готово одмах, град је почео да ревидира своје противпожарне стандарде, подстакнут напорима водећих руководилаца осигуравајућих друштава и реформатора за превенцију пожара као што је Артур Ч. Дукат. Чикаго је убрзо развио једну од водећих ватрогасних снага у земљи.
Власници предузећа и инвеститори у некретнине, попут Гердона Салтонстала Хабарда, брзо су кренули у обнову града. Прва пошиљка дрвене грађе за обнову испоручена је оног дана када је угашена последња запаљена зграда. До Светске колумбијске изложбе 22 године касније, Чикаго је угостио више од 21 милион посетилаца. Хотел Палмер Хаус изгорео је до темеља у пожару 13 дана након свечаног отварања. Његов инвеститор, Потер Палмер, обезбедио је кредит и обновио хотел по вишим стандардима, преко пута првобитног, прогласивши га „Првом ватроотпорном зградом на свету”.
Године 1956, преостале структуре на првобитном имању породице О’Лири у улици Вест Дековен 558 срушене су ради изградње Ватрогасне академије у Чикагу, објекта за обуку чикашких ватрогасаца, познатог као Ватрогасна академија Квин или Центар за обуку Ватрогасне службе Чикага. Бронзана скулптура стилизованог пламена, под називом Стуб ватре аутора Егона Вајнера, подигнута је на месту избијања пожара 1961. године.

## Сачуване грађевине
Следеће грађевине из спаљеног дистрикта и даље стоје:
- Црква Светог Михаила, Стари град, Чикаго
- Водоторањ у Чикагу
- Пумпа у авенији Чикаго
- Кућа полицајца Белинџера на адреси 21 Линколн Плејс (данас 2121 Норт Хадсон).[26]
- Зграде на адресама 2323 и 2339 Норт Кливленд авенија такође су преживеле пожар.[26] Црква Светог Михаила и Пумпна станица су обе биле уништене у пожару, али су њихови спољни зидови преживели, па су зграде обновљене користећи преживеле зидове. Поред тога, иако су стамбени делови зграде уништени, звоник Катедрале Светог Јакова преживео је пожар и уклопљен је у обновљену цркву. Камење при врху торња и даље је црно од чађи и дима.

## Тачан узрок
Готово од тренутка избијања пожара, почеле су да круже различите теорије о његовом узроку.‍:56, 90, 232 Најпопуларнија и најтрајнија легенда тврди да је пожар почео у штали О’Лиријевих док је госпођа О’Лири музла своју краву. Крава је шутнула фењер (или уљну лампу у неким верзијама), запаливши шталу. Породица О’Лири је то негирала, наводећи да су били у кревету пре него што је пожар почео, али приче о крави почеле су да се шире градом. Кетрин О’Лири је деловала као савршени жртвени јарац: била је сиромашна, ирска католичка имигранткиња. Током друге половине 19. века, анти-ирско расположење било је снажно у Чикагу и широм Сједињених Држава. Ово је појачано као резултат растуће политичке моћи ирског становништва у граду.‍:442
Штавише, Сједињене Државе су биле неповерљиве према католицима (или папистима, како су их често називали) од свог оснивања, преносећи ставове из Енглеске у 17. веку; као Иркиња католикиња, госпођа О’Лири је била мета и анти-католичког и анти-ирског расположења. Ова прича је кружила Чикагом и пре него што су се пламенови угасили, а забележена је у првом издању Chicago Tribune након пожара. Године 1893. репортер Мајкл Ахерн повукао је причу о „крави и фењеру”, признајући да је измишљена, али чак ни његово признање није успело да угаси легенду. Иако О’Лиријеви никада нису званично оптужени за изазивање пожара, прича је постала толико укорењена у локалној традицији да их је градско веће Чикага званично ослободило кривице — као и краву — 1997. године.
Историчар-аматер Ричард Бејлс сугерисао је да је пожар почео када је Данијел „Пеглег” Саливан, који је први пријавио пожар, запалио сено у штали покушавајући да украде млеко.‍:127–130 Део Бејлсових доказа укључује изјаву Саливана, који је на истрази пред Ватрогасном службом Чикага 25. новембра 1871. тврдио да је видео како ватра избија са стране штале и претрчао преко улице Дековен да ослободи животиње из штале, међу којима је била и крава у власништву Саливанове мајке. Бејлсов извештај нема консензус. Особље Јавне библиотеке у Чикагу критиковало је његов извештај на својој веб страници о пожару. Упркос томе, градско веће Чикага је било уверено у Бејлсов аргумент и изјавило је да би Саливанове акције тог дана требало детаљно испитати након што је породица О’Лири ослобођена кривице 1997. године.
Ентони Дебартоло је изнео доказе у два чланка Chicago Tribune (8. октобра 1997. и 3. марта 1998, прештампано у Hyde Park Media) који сугеришу да је Луис М. Кон можда изазвао пожар током игре коцкицама. Након смрти 1942. године, Кон је завештао 35.000 долара, које су његови извршиоци доделили Школи новинарства Медил на Универзитету Нортвестерн. Завештање је уручено школи 28. септембра 1944. године, а посвета је садржала Конову тврдњу да је био присутан на почетку пожара. Према Кону, у ноћи пожара, коцкао се у штали О’Лиријевих са једним од њихових синова, Џејмсом Патриком О’Лиријем, и неколико других дечака из комшилука. Када је госпођа О’Лири изашла у шталу да отера коцкаре око 21:00, они су у бекству оборили фењер, иако Кон наводи да је застао довољно дуго да покупи новац. Овај аргумент није универзално прихваћен.
Алтернативна теорија, коју је први пут предложио Игнатијус Л. Донели 1882. године у књизи Ragnarok: The Age of Fire and Gravel, јесте да је пожар изазван метеорским ројем. Ово је описано као „маргинална теорија” која се тиче Бијелине комете. На конференцији Аероспејс корпорације и Америчког института за аеронаутику и астронаутику 2004. године, инжењер и физичар Роберт Вуд је сугерисао да је пожар почео када је фрагмент Бијелине комете ударио на Средњи запад. Бијелина комета се распала 1845. године и од тада није виђена. Вуд је тврдио да су се догодила четири велика пожара, сви истог дана, сви на обалама језера Мичиген (видети повезане догађаје), што сугерише заједнички узрок. Очевици су пријавили спонтана паљења, недостатак дима, „ватрене кугле” које падају с неба и плаве пламенове. Према Вуду, ови извештаји сугеришу да су пожари изазвани метаном који се често налази у кометама.
Метеорити нису познати по томе што изазивају или шире пожаре и хладни су на додир након што падну на земљу, тако да ова теорија није наишла на подршку у научној заједници. Мешавине метана и ваздуха постају запаљиве само када концентрација метана пређе 5%, када мешавине такође постају експлозивне, што је ситуација која се тешко може догодити од метеорита. Гас метан је лакши од ваздуха и стога се не акумулира близу тла; било какви локализовани џепови метана на отвореном брзо се распршују. Штавише, ако би фрагмент ледене комете ударио у Земљу, највероватнији исход, због ниске затезне чврстоће таквих тела, био би да се распадне у горњој атмосфери, што би довело до експлозије у ваздуху попут Тунгуске експлозије.
Специфичан избор Бијелине комете не поклапа се са дотичним датумима, јер шестогодишњи период орбите комете није се укрстио са Земљином све до 1872. године, годину дана након пожара, када је примећен велики метеорски рој. Заједнички узрок пожара на Средњем западу крајем 1871. године јесте то што је подручје имало суво лето, тако да су ветрови са фронта који су се кретали те вечери били способни да генеришу брзо ширеће пожаре из доступних извора паљења, којих је било у изобиљу у региону.‍:111

## Повезани догађаји
Тог врелог, сувог и ветровитог јесењег дана, још три велика пожара догодила су се дуж обала језера Мичиген у исто време када и Велики чикашки пожар. Око 250 mi (400 km) северније, пожар у Пештигу прогутао је град Пештиго, заједно са десетак других села. Погинуло је између 1.200 и 2.500 људи, а изгорело је око 15 million acres (61.000 km2). Пожар у Пештигу остаје најсмртоноснији у америчкој историји, али је удаљеност региона значила да је у то време био мало примећен, јер су једна од првих ствари које су изгореле биле телеграфске линије до Грин Беја.
Преко језера на истоку, град Холанд, и друга оближња подручја су изгорела до темеља. Око 100 mi (160 km) северно од Холанда, дрвопрерађивачка заједница Манисти такође је захваћена пламеном у ономе што је постало познато као Велики пожар у Мичигену.
Даље на исток, дуж обале језера Хјурон, пожар у Порт Хјурону захватио је Порт Хјурон и већи део мичигенског „Палца”. Дана 9. октобра 1871, пожар је захватио град Ербану, 140 mi (230 km) јужно од Чикага, уништивши делове његовог центра. Виндзор је такође изгорео 12. октобра.
Град Сингапур у Мичигену обезбедио је велики део дрвене грађе за обнову Чикага. Као резултат тога, подручје је било толико искрчено да се земљиште претворило у пусте пешчане дине које су затрпале град, па је град морао бити напуштен.

## У популарној култури
- Атлетски тимови Универзитет Илиноиса у Чикагу имају надимак Flames (Пламенови) од 1982. године, у знак сећања на Велики чикашки пожар.[59]
- Иако је радња смештена у Филаделфији, роман Финансијер Теодора Драјзера из 1912. године приказује утицај чикашког пожара из 1871. на берзе и финансијски свет широм земље.[60]
- Филм У старом Чикагу из 1938. године усредсређен је на пожар, са веома фикционализованим приказом породице О’Лири као главних ликова.[61]
- Сегмент Дадли Ду-Рајт у Авантуре Рокија и Булвинкла и пријатеља приказује лика медведа по имену Stokey којег је хипнотисао Снајдли Виплаш, зликовац из сегмента, и који пали ватру уместо да је спречава. На крају сегмента, Ду-Рајт води Стокија у Чикаго да остане код пријатеља, али медвед на крају изазива велике пожаре, са алузијом да је он изазвао Велики чикашки пожар. Сегмент је касније био забрањен више од четири деценије због протеста Шумске службе САД, којој се није допала пародија на Медвед Смоки, убрзо након оригиналног емитовања 1961. године.[62]
- Године 1974, фудбалски тим Чикаго фајер играо је у краткотрајној Светској фудбалској лиги.[63] Још један Чикаго фајер играо је у Америчкој фудбалској асоцијацији.[64]
- ТВ филм Путници кроз време из 1976. приказује два лекара који су послати назад у Чикаго 1871. године да пронађу лек за болест за коју се сматрало да је изгубљена у пожару. Приказано је како пожар почиње када пламен избије из штале О’Лиријевих и разни покушаји да се заустави ватра ватрогасним колима и дизањем зграда у ваздух.
- Догађаји из романа Илиноис! Ноела Герсона из 1986. године, који је писао као Дејна Фулер Рос, дешавају се око Великог чикашког пожара.[65]
- Пинбол машина Fire! компаније WMS Industries из 1987. године инспирисана је Великим чикашким пожаром.[66]
- У филму Близу таме из 1987. године, чија је радња смештена у 1980-е, наговештава се да су бесмртни вампири Северен и Џеси Хукер изазвали чикашки пожар.[67]
- Књига The Great Fire Џима Марфија из 1995. године прича причу о пожару за децу и била је књига која је добила Њуберијеву почасну награду 1996. године.[68][69]
- Епизода америчке телевизијске серије Сутрашње новине из 1998. године приказује Гарија Хобсона који се враћа у прошлост у 1871. годину покушавајући да спречи пожар. Иако у почетку успева и зауставља пожар након што је фењер преврнут, каснији догађаји доводе до поновног избијања пожара, чувајући историјски догађај, али мењајући његов узрок.
- Тим МЛС лиге Чикаго фајер основан је 8. октобра 1997. године, на 126. годишњицу Великог чикашког пожара.[70]
- Године 2014, град Чикаго и Театар Редмун удружили су се да створе Велики фестивал чикашког пожара. Одржан 4. октобра 2014. године, догађај је наишао на техничке потешкоће јер реплике кућа из 1871. на плутајућим баржама у реци Чикаго нису успеле правилно да се запале због електричних проблема и јаке кише претходних дана.[71]
- Инструментална нумера групе The Beach Boys под називом Mrs. O'Leary's Cow инспирисана је легендарним узроком Великог чикашког пожара и представљала је класични елемент ватре на њиховом напуштеном пројекту Smile.
- Усвојена 4. априла 1917. године, застава Чикага представља Велики чикашки пожар једном од четири црвене звезде на застави.[72]